# Лейк (округ, Монтана)
Лейк (англ. Lake County) — один из округов штата Монтана, США. Административный центр — город Полсон.

## География
Расположен в северо-западной части штата. Площадь округа — 4283,8 км², из которых суша составляет 3869,4 км², а внутренние воды — 414,4 км². 67,7 % территории округа находятся в пределах индейской резервации Флатхед. Также в округе Лейк частично расположены национальный лес Флатхед, озеро Флатхед и его крупнейший остров — Уайлд-Хорс.
Соседние округа:
- Флатхед — на севере
- Миссула — на востоке
- Сандерс — на западе

## Население
По данным переписи 2010 года население округа составляет 28 746 человек; по данным прошлой переписи 2000 года оно насчитывало 26 507 человек. Этнический состав: 71,38 % — белые американцы; 23,79 % — индейцы; 0,30 % — азиаты и 0,12 % — афроамериканцы. Большая часть населения — лица немецкого, ирландского, норвежского, английского и индейского происхождения. 94,3 % населения считают своим родным языком английский; 1,6 % — салишские языки и 1,2 % — испанский язык.
Лица в возрасте моложе 18 лет составляют 28,10 % населения; лица в возрасте старше 65 лет — 14,50 %. Средний возраст населения — 38 лет. На каждые 100 женщин в среднем приходится 96,7 мужчин.